# Utukku
Utukku är en typ av andar eller demoner som, inom sumerisk mytologi, kunde vara antingen goda eller onda. Inom akkadisk mytologi finns det utukki, som är sju onda demoner som är barn till Anu och Antum.
De onda utukku kallades för Edimmu eller Ekimmu, medan man kallade de goda för shedu. Den mest kända, och onda, av utukku är Alû.

## Mytologi
Inom akkadisk mytologi är utukku relaterade till Annunaki. De tjänade undervärlden, och de skickades för att hämta blodet, levern och annat kött från ett offerdjur.

## Inom popkulturen
- Dungeons and Dragons
- Final Fantasy XI
- Bartimaeus Trilogin skriven av Jonathan Stroud.